# Talco (banda)
Talco es una banda de origen italiano nacida en Marghera, Venecia, que hace ska y punk. Su sonido es contundente, con mucha presencia de vientos y que recuerda bastante a la música de circo y al folk italiano, mientras que sus letras tienen una fuerte carga de conciencia política, hablando sobre temas anticapitalistas, antiimperialistas, antirracistas y antifascistas. En 2009 escribieron una de sus canciones más famosas, dedicadas al club de fútbol alemán FC St. Pauli, icono de la izquierda antifascista y de los movimientos contraculturales. El club acabó tomando la canción como uno de sus himnos, catapultando al grupo a la fama. 
Influidos por Banda Bassotti, Mano Negra, Modena City Ramblers, Ska-P y The Clash, entre otros, rápidamente se han hecho un lugar en la escena internacional y se han convertido en una de las bandas de ska más importantes en Europa.

## Discografía
Han publicado ocho discos hasta ahora, junto con una maqueta y un disco en directo:
- Tutti Assolti (2004):
  - L'Odore della Morte
  - 11 Settembre '73
  - 60 Anni
  - Notti Cilene
  - Rachel
  - Corri
  - Partigiano
  - Tutti Assolti
  - La Crociata del Dittatore Bianco
  - Signor Presidente

- Combat Circus (2006):
  - Tortuga
  - La Sedia Vuota
  - Il Passo del Caciurdo
  - Combat Circus
  - Venghino, Signori Venghino
  - La Carovana
  - Testamento di un Buffone
  - Oro Nero
  - Bella Ciao
  - La Fabbrica del Dissenso
  - A la Patchanka
  - Diari Perduti

- Mazel Tov (2008):
  - Intro
  - L'Era del Contrario
  - Radio Aut
  - Il Mio Tempo
  - Nel Villaggio
  - Il Treno
  - Merlutz
  - La casa dell'Impunità
  - Tarantella dell'Ultimo Bandito
  - La mano de Dios
  - Il Lamento Del Mare
  - La Torre
  - Mazel Tov
  - St. Pauli

- La Cretina Commedia (2010):
  - Intro
  - Correndo Solo
  - Dalla Grotta
  - Punta Raisi
  - Al Carneval
  - La parabola dei Battagghi
  - Ultima età
  - Non è tempo di campare
  - Onda Pazza
  - La Cretina Commedia
  - Perduto Maggio
  - La mia terra
  - Casa Memoria

- Gran Galà (2012):
  - Gran Galà
  - La Mia Città
  - San Maritan
  - Danza dell'autunno Rosa
  - La Roda de la Fortuna
  - La Macchina del Fango
  - All'adunata del Feticcio
  - I Giorni E Una Notte
  - Dai Nomadi
  - La Veglia Del Re Nudo
  - A Picco
  - Teleternità
  - XIII
  - Ancora
  - Un'idea

- Live in Iruña - 10 years (2014):
  - Intro
  - A la Patchanka
  - Teleternità
  - La Torre
  - La Roda de la Fortuna
  - L'era del Contrario
  - La Sedia Vuota
  - La Mia Città
  - Testamento di un Buffone
  - Correndo Solo
  - Punta Raisi
  - L'odore della Morte
  - Tortuga
  - Danza dell'autunno Rosa
  - Ancora
  - Bella Ciao
  - St. Pauli
  - San Maritan
  - La Carovana
  - Fischia il Vento
  - La Parabola dei Battaghi
  - Tarantella dell'ultimo Bandito

- Silent Town (2015):
  - Il Tempo
  - Neverdad
  - El Sombra
  - Nel Varieta
  - Rotolando
  - Silent Town
  - Via Da Qui
  - Intermondo
  - Dalla Pallida Mirò
  - Nella Strada
  - Ovunque
  - Malandia

- And The Winner Isn't (2018):
  - Al Parto Sfigurato Della Superiorità
  - Onda Immobile
  - Señor Hood
  - Bomaye
  - Reclame
  - Lunga La Macabra Stanza
  - And The Winner Isn't
  - La verità
  - Intervallo
  - Domingo Road
  - Avatar
  - Matematica Idea
  - Silent Avenue (Nella Strada)

- Locktown (2021):
  - Locktown
  - Il tempo
  - Paradise crew
  - San maritan
  - Danza dell'autunno rosa
  - La mia parte peggiore
  - Freak
  - La verità
  - Clock
  - Testamento di un buffone
  - Descarrila
  - Fine di una storia
  - Tarantella dell'ultimo bandito
  - La torre
  - Addio

- Insert coin (2022):
  - Radio countdown
  - La libertá
  - Lo spettacolo
  - Papel
  - Ames
- Otros:
  - Talco Mentolato (Maqueta)
  - Live (Maqueta)